# Omphacodes vivida
Omphacodes vivida är en fjärilsart som beskrevs av W. Warren 1899. Omphacodes vivida ingår i släktet Omphacodes och familjen mätare. Inga underarter finns listade i Catalogue of Life.